# European Graduate School
La European Graduate School (EGS) es una universidad suiza privada de estudios interdisciplinarios que otorga maestrías y doctorados.
En Suiza, aunque la EGS está reconocida a nivel cantonal por el gobierno del Valais, no es reconocida a nivel federal por la Conferencia de Universidades Suizas; en Malta cuenta con la acreditación federal, válida en la Unión Europea.

## Historia
La European Graduate School se fundó con la idea de crear una "universidad de verano de estudios interdisciplinarios", gracias a la Fundación Europea de Estudios Interdisciplinarios, establecida en 1994 con el propósito de ofrecer la posibilidad de continuar la educación de profesionales. El promotor del proyecto fue el científico, psicólogo y musicólogo suizo Paolo Knill.[cita requerida]
En 1998, el filósofo alemán Wolfgang Schirmacher fundó la división teórica. Entre sus profesores fundadores estuvieron presentes Jacques Derrida, Jean Baudrillard y Jean-François Lyotard. Desde entonces, la EGS se ha destacado por la plantilla de profesores que enseñan cada año.

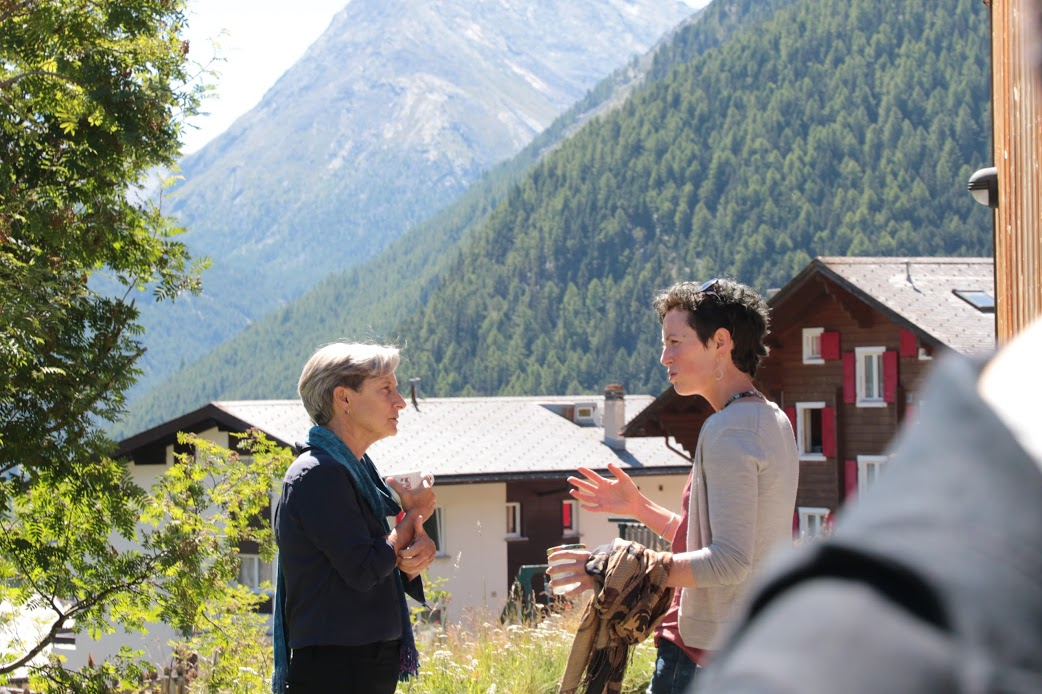
Judith Butler, durante el receso de un seminario en la EGS.

## Organización
La EGS está compuesta por dos divisiones: Filosofía, Arte y Pensamiento Crítico (PACT, por sus siglas en inglés) y Arte, Salud y Sociedad (AHS, por sus siglas en inglés).
La EGS ofrece tres sesiones intensivas al año –primavera, verano y otoño– en sus campus. Organiza también, de manera extraordinaria, reuniones en sus sedes alternas o hubs: Berlín, Singapur, Venecia, París.[cita requerida]

### División de Filosofía, Arte y Pensamiento Crítico
La división de PACT ofrece dos programas de maestría o doctorado:
- Filosofía, Arte y Pensamiento crítico
- Pensamiento Literario, Visual y Musical

### División de Arte, Salud y Sociedad
La división de AHS ofrece tres maestrías:
- Terapia en Artes Expresivas (especialización en Psicología)
- Coaching y Consultoría en Artes Expresivas (especialización en Educación o en Educación Especial)
- Transformación de Conflicto y Construcción de Paz

Y un doctorado:
- Terapia en Artes Expresivas

Esta división cuenta con programas de intercambio con el California Institute of Integral Studies y con la Appalachian State University.

## Planteles
Fundada en Suiza, la EGS opera en dos campus: en Steinmatte, en el pueblo alpino de Saas-Fee, en Suiza, y en el Fuerte de San Telmo, en La Valeta, la capital de Malta.[cita requerida]
Aunque famoso entre la comunidad de esquiadores, el pueblo alpino de Saas-Fee se convirtió en un icono pop gracias al video de la canción Last Christmas, de Wham!, la banda de George Michael, cuyas escenas interiores se grabaron en Steinmatte. Jean Baudrillard escribió acerca de su experiencia en Saas-Fee como profesor de la EGS en 2004 en su libro Cool Memories V (2000-2004).
En 2016, la EGS comenzó a operar también en La Valeta, Malta. Los seminarios tienen lugar en las aulas del antiguo Fuerte de San Telmo.[cita requerida]

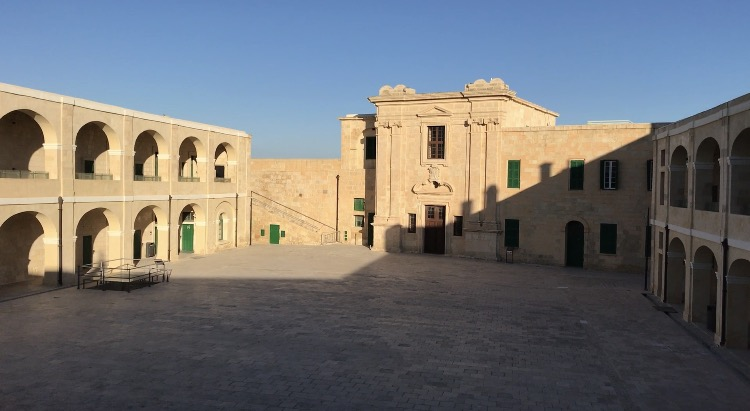
Fuerte de San Telmo, el campus de la EGS en La Valeta, Malta.

## Comunidad

### Estudiantes
La EGS es una universidad con alrededor de 2,100 estudiantes, provenientes de más de 73 países diferentes. Por sus aulas han pasado, por ejemplo:
- Pablo Iglesias, político español fundador de Podemos
- Micah White, iniciador del movimiento Occupy Wall Street
- Gael García Bernal, actor mexicano
- John Maus, músico estadounidense
- Bruce Barber, pensador neozelandés

### Profesorado
Desde sus orígenes, la EGS se ha destacado por la calidad de su profesorado. En la EGS han enseñado pensadores, cineastas, filósofos y artistas como, por ejemplo,:
- Jean-François Lyotard, teórico de la posmodernidad
- Jean Baudrillard, sociólogo y filósofo de la posmodernidad
- Jacques Derrida, iniciador del deconstructivismo
- Alfredo Jaar, artista, arquitecto y cineasta chileno
- Chantal Akerman, directora de cine belga
- Margarethe von Trotta, directora de cine alemana
- Pierre Alféri, filósofo francés
- Hélène Cixous, escritora francesa
- Catherine Malabou, filósofa francesa
- Wim Wenders, cineasta alemán
- Peter Greenaway, cineasta neerlandés
- Avital Ronell, filósofa estadounidense
- Judith Butler, filósofa estadounidense
- Wendy Brown, pensadora estadounidense
- Slavoj Žižek, filósofo esloveno
- Alenka Zupančić, filósofa eslovena
- Luc Nancy, filósofo francés
- Karen Barad, feminista estadounidense
- Alan Badiou, filósofo francés
- Achille Mbembe, filósofo camerunés
- Adel Abdessemed, artista contemporáneo argelino
- Alisa Andrasek, arquitecta y curadora croata
- Giorgio Agamben, filósofo italiano
- Judith Balso, poeta francesa
- Philip Beesley, arquitecto canadiense
- Catherine Breillat, novelista y directora de cine
- Gilles Colliard, violinista francés
- Rebecca Comay, filósofa canadiense
- Diane Davis, especialista en retórica y postestructuralismo
- Claire Denis, directora de cine
- Mladen Dolar, filósofo esloveno
- Georges Didi-Huberman, filósofo francés
- Elie During, filósofo francés
- Boris Groys, crítico de arte y filósofo ruso
- Antony Gormley, escultor británico
- Hubbard/Birchler, dúo de artistas
- Geert Lovink, teórico del internet
- Anthony McCall, artista británico-estadounidense
- Peter Singer, filósofo australiano
- Paul Virilio, filósofo francés
- Víctor Vitanza, especialista en retórica
- Sandy Stone, artista estadounidense
- Siegfried Zielinski, teórico de medios alemán